# Abattoir (Band)
Abattoir (deutsch: Schlachthaus) war eine Power-/Speed-Metal-Band aus Los Angeles. Sie war von 1982 bis 1988 aktiv. Um die Jahrtausendwende gab es Versuche, ein Comeback zu starten.

## Geschichte
Die Gründung der Band ging auf die Highschool Freunde Marc Caro und Mel Sanchez zurück. Abattoir wurde 1982 von Rawl Preston, den Gitarristen Mark Caro und Juan Garcia, sowie Bassist Mel Sanchez und Schlagzeuger Robert Wayne gegründet und spielte noch im selben Jahr viele Konzerte. Kurze Zeit später stieg John Cyriis als neuer Sänger ein, die Band nahm ein Demo mit zwei Liedern auf. Ihr Musikstil wurde von der Band als „europäischer Metal mit Punk Wurzeln, angetrieben durch pure amerikanische Wut“ beschrieben. Der Titelsong Screams From The Grave wurde auf dem Sampler Metal Massacre IV veröffentlicht, wodurch die Band internationale Beachtung fand. Abattoir unterzeichnete einen Vertrag bei Combat Records. Cyriis und Garcia verließen die Band und gründeten Agent Steel. Auch der Schlagzeuger Wayne verließ die Band. Für kurze Zeit wurde die Band auf Eis gelegt.
Anfang 1985 machte die Band weiter. Mit Shouter Steve Gaines, Gitarrist Danny Oliverio und Danny Amaya am Schlagzeug präsentierte die Band drei neue Mitglieder. Abattoir spielte Konzerte mit Metallica und Armored Saint. Zur selben Zeit erhielt die Band zunehmend Druck von der Plattenfirma, ihren Stil an größere Zielgruppen anzupassen. Das Debütalbum Vicious Attack erschien im selben Jahr unter Combat Records. Das Album enthielt unter anderem eine Coverversion des Motörhead-Klassikers Ace Of Spades. Kurz nach der Veröffentlichung von Vicious Attack verließ Steve Gaines die Band wieder, um sich Bloodlust anzuschließen. Er wurde durch Mike Towers aus der Band Heretic ersetzt.

“You can be real good musically as well as being real good as a metal band, and that is what Abattoir is all about.”

„Du kannst musikalisch sehr gut sein sowie als Metal-Band richtig gut sein, und darum geht es bei Abattoir.“

1986 erschien das zweite Album The Only Safe Place, welches weitaus melodischer ausfiel als das Debüt. Die Band hatte der Veröffentlichung des Albums nicht zugestimmt. Ein durchschlagender Erfolg der Platte blieb aus. Mel Sanchez stieg aus und gründete zusammen mit Juan Garcia die Band Evildead. 1987 nahm Abattoir eine weitere Demo auf. In der Folgezeit kam es zu mehreren Besetzungswechseln. 1988 löste sich die Band schließlich auf.

### Ab 1998
1998 taten sich einige der ursprünglichen Bandmitglieder erneut zusammen. Sie spielten den Titel „A Call To Irons“ für Iron Maiden -Tribute-Album ein. Weitere Tribute-Alben folgten, z. B. für Saxon oder W.A.S.P. Century Media legte daraufhin die beiden Alben von Abattoir neu auf. Die Band versucht ein Comeback mit Sänger und Gitarrist Steve Gaines, Bassist Mel Sanchez, Gitarrist Mark Caro und Schlagzeuger Kevin McShane. 2001 erschien mit No Sleep Til Kalamazoo ein Livealbum. Für das Ende 2001 aufgenommene Demo Evil Incarnate, findet sich allerdings kein Label für die Veröffentlichung.
Zum 20-jährigen Jubiläum von „Vicious Attack“ spielten Abattoir ein Konzert mit Auftritten fast aller Ex-Mitglieder. Das Konzert wurde für eine DVD mitgeschnitten. 2009 trat die Band in der Besetzung Steve Gaines, Mark Caro, Mel Sanchez, Juan Garcia und Rob Analeze beim Keep-It-True-Festival Nummer 12 in Lauda-Königshofen auf. Dieses Line Up entsprach übrigens zu 4/5 der damaligen Besetzung von Evildead, deren Song Annihilation of Civilization auch gespielt wurde.
Abattoir haben den Musik der Untergrundszene mitgeprägt. 2015 legte Marquee Records das Album Vicious Attack neu auf. Der Stil wird beschrieben als voller Dynamik und Energie mit melodiösen wie aggressiven Vocals von Steve Gaines.

## Diskografie

### Alben
- 1985: Vicious Attack
- 1986: The Only Safe Place
- 2001: No Sleep Til Kalamazoo (Live)

### Demos
- 1983: Screams from the Grave
- 1987: Demo 1987
- 2004: From the Ashes (wurde zuerst Evil Incarnate betitelt)